# Eurotransplant

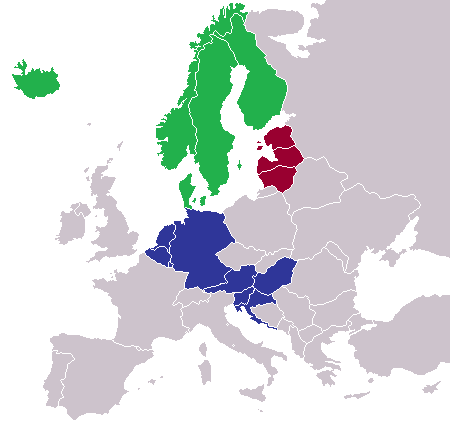
An Eurotransplant beteiligte 8 Länder (blau)

Eurotransplant, im vollen Wortlaut Eurotransplant International Foundation, ist eine 1967 von Jon van Rood initiierte, rechtlich 1969 gegründete Stiftung mit Sitz in Leiden, Niederlande. Sie ist heute die Vermittlungsstelle für Organspenden in 8 Staaten, den Benelux-Ländern, Deutschland, Österreich, Slowenien, Kroatien und Ungarn.
An der internationalen Zusammenarbeit dieser Länder sind alle Transplantationszentren, Gewebetypisierungslaboratorien und Krankenhäuser, in denen Organspenden durchgeführt werden, beteiligt.
Vorrangiges Ziel ist die optimale Verfügbarkeit von Spenderorganen beziehungsweise -geweben. Weitere Ziele sind unter anderem die Förderung von Forschung zur Verbesserung der Transplantationsergebnisse sowie die Erhöhung der Anzahl von verfügbaren Organen oder Geweben durch Werbung.

## Geschichte
Eurotransplant geht zurück auf eine von Jon van Rood (1926–2017) 1967 initiierte Zusammenarbeit von 12 Transplantationszentren in 3 Staaten in der Angelegenheit Nierentransplantation. Die wurde sachlich notwendig als Rood erkannt hatte, dass das Human Leucocyte Antigen (HLA) eine bedeutende Rolle beim Erfolg von Nierentransplantationen spielte. Bis dahin wurden Spender und Empfänger einander vor allem nach Blutgruppen zugeordnet, ab dann auch nach dem HLA-System mit wesentlich mehr Varianten, was nach einer Datenbank mit größeren Pools an Spendern und Empfängern verlangt.
Nach dem Start als wissenschaftliches Experiment wurde 1969 die Stiftung gegründet, in der viele Transplantationskliniken zusammenarbeiten. Nach einer Phase schnellen Wachstums arbeitete Eurotransplant Ende der 1970er Jahre für 68 Zentren in sechs Ländern: Westdeutschland, Österreich, Schweiz, Belgien, Niederlande, Luxemburg. Die Schweiz trat später aus, doch 1991 trat „Ost-Deutschland“ bei, sowie 1999 Slowenien, 2007 Kroatien und 2013 Ungarn.
Zwischen 1967 und 2007 hat die Organisation im Eurotransplant-Gebiet bei der Vermittlung von Spenderorganen an 122.000 Empfänger mitgewirkt. In diesen 40 Jahren wurden 14.000 Herz-, 4000 Lungen-, 79.000 Nieren-, 21.000 Leber- und 4200 Bauchspeicheldrüsentransplantationen gezählt. Im Oktober 2019 wird die Gesamtzahl von 185.000 Transplantationen (seit 1967) genannt.
Eurotransplant startete mit dem Zusammenpassen von Nieren, in den 1970ern mit dem Platzieren von Lebern, wenige Jahre danach auch von Herzen und Bauchspeicheldrüsen. Ab 1988 werden Lungen gematcht, ab 1999 – in geringer Fallzahl – auch Darm.
Eurotransplant entwickelt seine Methoden weiter. 1996 wurde das Eurotransplant Kidney Allocation System (ETKAS) eingeführt. Ebenfalls 1996 wurde das Programm Acceptable Mismatch für hochimmunisierte Empfängerpatienten eingeführt. 1999 wird das Eurotransplant Senior Program für jeweils über 65-jährige Spender und Empfänger gestartet.

## Vergleichbare Institutionen

### Multinational (wie Eurotransplant)
- Scandiatransplant in Island, Norwegen, Finnland, Dänemark und Schweden
- Balttransplant in Estland, Lettland und Litauen
- Grupo Punta Cana für lateinamerikanische Staaten[5]
- Australia and New Zealand Cardiothoracic Organ Transplant Registry (ANZCOTR) in Australien und Neuseeland

### National
- Francetransplant in Frankreich
- Swisstransplant in der Schweiz
- United Kingdom Transplant Support Services Authority (UKTSSA) in Großbritannien
- United Network for Organ Sharing (UNOS) in den USA